# 西加那利蜥
西加那利蜥蜴，是分佈在西班牙加那利群島中特內里費島及拉帕爾瑪島上的一種蜥蜴。

## 亞種
現時共有四個西加那利蜥蜴的亞種被發現：
- ：分佈在特內里費島北部。
- ：分佈在特內里費島中部及南部，包括泰德峰。
- ：分佈在特內里費島東北部。
- ：分佈在拉帕爾瑪島。

## 分類
西加那利蜥蜴是博哲蜥的近親。西加那利蜥蜴的體型很可觀，強壯的雄蜥連尾巴可以長15.7吋，但卻仍是分類在瓜羅蜥屬中。

## 保育狀況
西加那利蜥蜴並不如其他屬內的成員般瀕危，整體上算是普遍的動物。由於牠們喜歡吃果實，故有時被捕捉及毒殺。局部群落的數量可能在減少，但其下的亞種並沒有處於瀕危的狀況，只有'G. g. insulanagae因分佈地細小而處於易危。

## 外部連結
- Herp.it （页面存档备份，存于）
- lacerta.de: Gallotia galloti eisentrauti[永久]
- lacerta.de: Gallotia galloti galloti[永久]
- lacerta.de: Gallotia galloti insulanagae
- lacerta.de: Gallotia galloti palmae[永久]